# Melissa Ponzio
Melissa Ponzio (* 3. August 1972 in New York City, New York, USA) ist eine US-amerikanische Schauspielerin. Bekannt wurde sie vor allem durch ihre Auftritte in Teen Wolf und The Walking Dead.

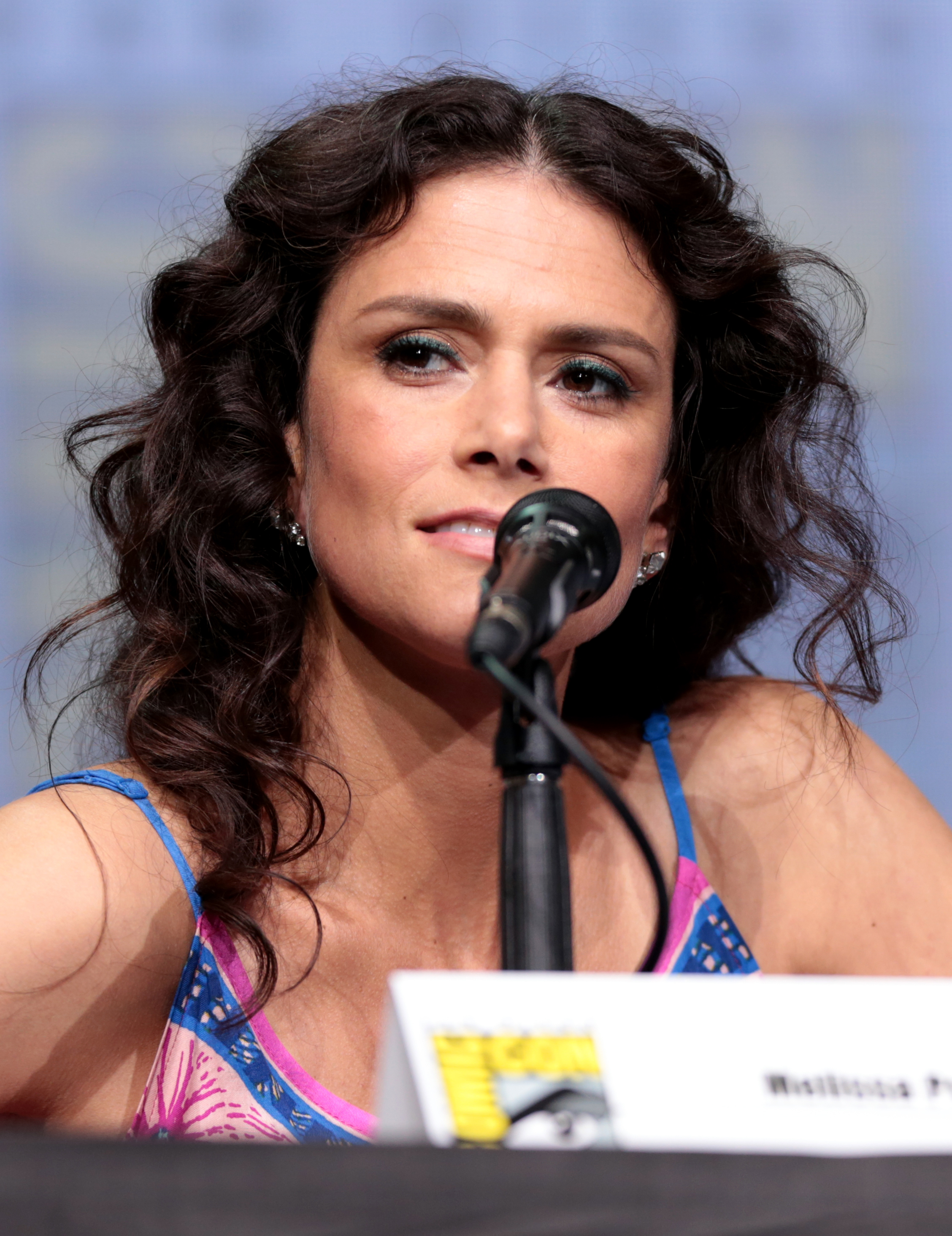
Melissa Ponzio im Jahr 2017

## Leben / Karriere
Ponzio wurde in New York City geboren. In ihrer Kindheit reiste sie mit ihrer Familie durch die Vereinigten Staaten. Sie absolvierte die Georgia State University.
Ende der 1990er Jahre erreichte Melissa Ponzio ihre ersten Gastrollen in Fernsehserien wie Dawson’s Creek, One Tree Hill, Surface, Drop Dead Diva, CSI: Vegas, The Gates, The Following und Banshee. Zudem war sie in den Filmen The Greenskeeper (2002), Road Trip: Beer Pong (2009), Life as We Know It (2010) und Upside (2010) zu sehen.   
Ihre größten Auftritte hatte sie bisher mit der Rolle der Angie in Army Wives (2007–2009), sowie als Melissa McCall in Teen Wolf (2011–2017). Zudem war sie im Jahr 2013 als Karen in The Walking Dead zu sehen. Seit 2014 verkörpert sie den Charakter Donna Robbins in der Feuerwehr-Fernsehserie Chicago Fire.

## Filmografie (Auswahl)
- 1999: Atlanta Blue
- 2002: The Greenskeeper
- 2007–2009: Army Wives (Fernsehserie, 12 Folgen)
- 2010: CSI: Den Tätern auf der Spur (CSI: Crime Scene Investigation, Fernsehserie, Folge 10x16)
- 2010: Upside
- 2011–2017: Teen Wolf (Fernsehserie, 71 Folgen)
- 2012: Undocumented Executive
- 2013: Banshee – Small Town. Big Secrets. (Banshee, Fernsehserie, 2 Folgen)
- 2013: The Walking Dead (Fernsehserie, 7 Folgen)
- 2014–2024: Chicago Fire (Fernsehserie, 33 Folgen)
- 2019: Killer Reputation
- 2020: Max and Me
- 2021: Thunder Force
- 2021: First Wives Club (Fernsehserie, 4 Folgen)
- 2021–2023: Bridgewater (Fernsehserie, 11 Folgen)
- 2022: The Girl from Plainville (Miniserie, 5 Folgen)
- 2023: Teen Wolf: The Movie
- 2023: Popular Theory
- 2023: Die Hart (Fernsehserie, 2 Folgen)
- 2024: Die Hart 2
- 2024: The Big Door Prize (Fernsehserie, 3 Folgen)
- 2024: Reasonable Doubt (Fernsehserie, 9 Folgen)